# Флайборд

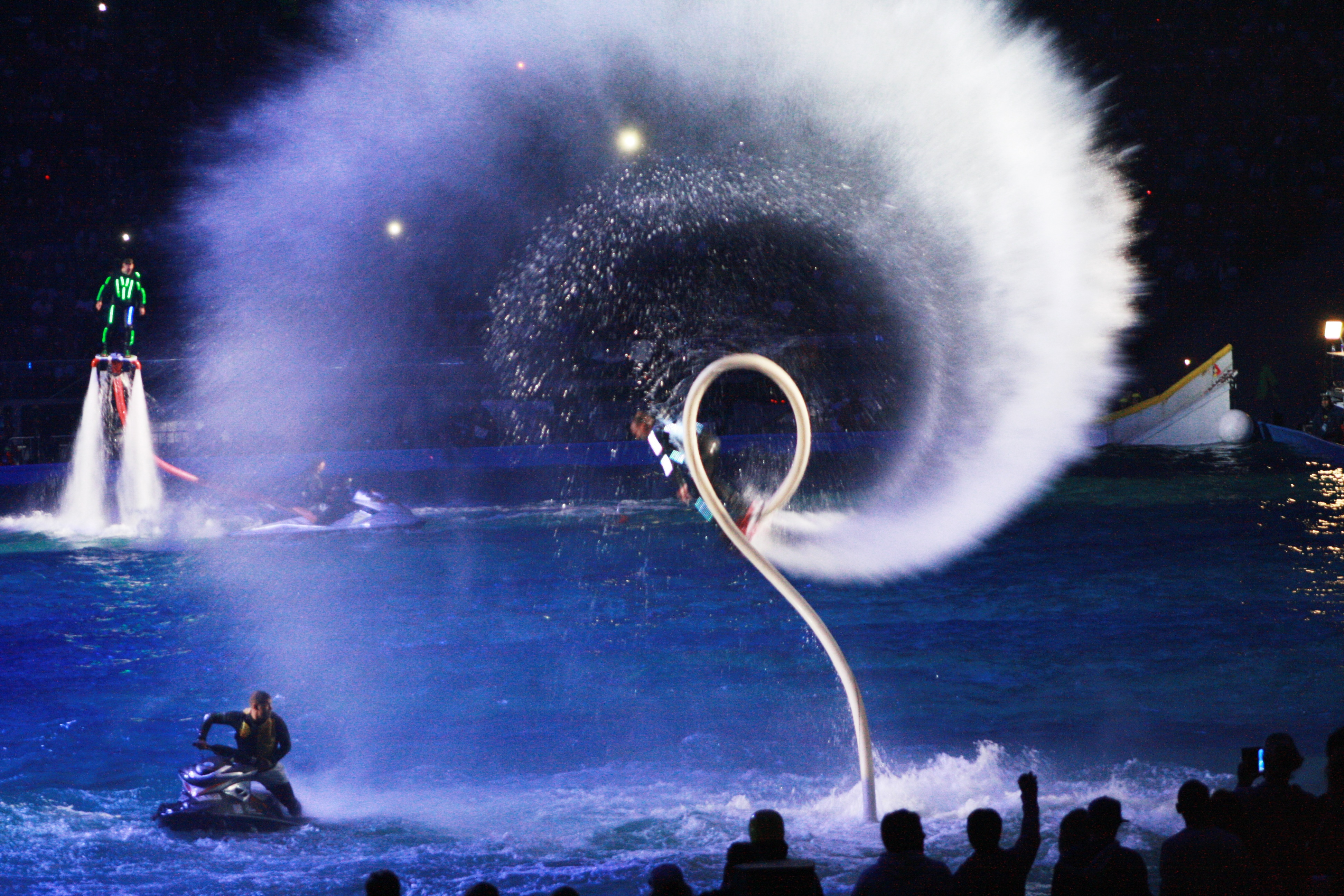
Акробатика на флайборді

Флайборд (англ. Flyboard) —  бренд гідропольотного пристрою, який забезпечує пропульсію для підняття флайборда в повітря та здійснення так званого гідропольоту.
Флайбординг — новий екстремальний вид спорту. Зараз має більш розважальний, аніж спортивний характер.
Пристрій для флайборду дозволяє підняти людину до 10 метрів над водою. Після чого спортсмен занурюється у воду і може виринути, наче дельфін.

## Історія
Ідея розроблення пристрою, що дозволяє ширяти над поверхнею води, належить чемпіону Франції з водних лижів Френкі Запаті. Займаючись аквабайком, французький спортсмен вирішив сконструювати новий апарат. 2008 року він відкрив власне виробництво гідроциклів під назвою «Zapata-Racing». Однак, Запата вирішив не зупинятися на досягнутому і продовжував розроблення апарату, який би дозволив піднімати людину над водою і виконувати різні акробатичні трюки. Невдовзі, 2011 року на чемпіонаті світу в Китаї світові був представлений пристрій, що отримав назву «флайборд».

## Спортивні змагання
Перший офіційний чемпіонат з флайборду відбувся в жовтні 2012 року в Катарі. Разом у змаганнях взяло участь 52 спортсмени, що представляли 21 країну світу.